# Maryse Ouellet
Maryse Ouellet Mizanin (* 21. Januar 1983 in Montreal), besser bekannt unter ihrem aktuellen Ringnamen Maryse, ist eine kanadische Wrestlerin und Model. Sie steht aktuell bei WWE unter Vertrag und ist als Valet und Managerin ihres Ehemannes The Miz regelmäßig in deren wöchentlicher Show RAW zu sehen.
Ouellet stand bereits von 2006 bis 2011 bei WWE unter Vertrag und konnte in dieser Zeit zweimal die Divas Championship gewinnen.

## Privates
Ouellet ist eine Frankokanadierin wuchs in New Brunswick auf. Neben ihrer Muttersprache Französisch spricht sie auch Englisch. Ouellet verfügt über den Bachelor of Business Administration und besitzt einen schwarzen Gürtel im Kampfsport.
Am 22. Februar 2013 gab sie ihre Verlobung mit Mike Mizanin bekannt, genau ein Jahr später fand die Hochzeit statt.

## Karriere

### Model
Ouellet nahm zunächst an diversen Schönheitswettbewerben teil, wobei sie unter anderem 2003 zur Miss Hawaiian Tropic Canada gekürt wurde und im internationalen Finale der Miss Hawaiian Tropic 2004 den zweiten Platz belegte. Danach war sie in zahlreichen kanadischen Zeitschriften und Fernsehsendungen zu sehen. Im Jahr 2006 war Ouellet das Covergirl einer Spezialausgabe des Playboy. Ebenso war sie 2007 auf der Titelseite des Playboy-Kalenders Girls of Canada.

### Wrestling

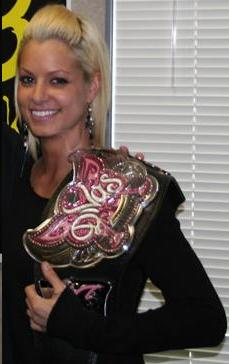
Maryse als WWE Divas Champion.

Im Jahr 2006 nahm Ouellet an der Castingshow WWE Diva Search teil. Obwohl sie ausschied, wurde sie von der WWE unter Vertrag genommen und zum Training in die WWE-Aufbauliga Ohio Valley Wrestling nach Louisville beordert. Ihre Premiere feierte sie im Dezember 2006; ab Mitte 2007 war sie zudem in der Rolle als Valet von Sylvain Grenier im Einsatz. Im Sommer 2007 wurde Ouellet zu Florida Championship Wrestling, einer weiteren Aufbauliga der WWE, versetzt. Dort gab sie ihr Debüt am 25. September 2007 als Valet von Ryan O’Reilly zusammen mit Lacey Von Erich. Daraufhin durfte sie ebenfalls an Solo- und Tag Team-Matches teilnehmen, bevor sie im Dezember 2007 Ringbegleiterin von Ted DiBiase, Jr. wurde.
Im März 2008 debütierte Ouellet unter dem Namen Maryse in der WWE-Fernsehsendung SmackDown, wo sie an einem Bademoden-Wettbewerb teilnahm. Am 16. Mai hatte sie ihren ersten Einzelkampf, den sie gegen Cherry verlor.
Im Zuge einer Storyline mit Michelle McCool erhielt Ouellet am 26. Dezember bei einer in Toronto aufgezeichneten SmackDown-Folge durch einen Sieg über McCool die WWE Divas Championship, den sie in der Folge sieben Monate halten durfte. Am 13. April 2009 wurde sie im Rahmen des WWE Draft zum RAW-Brand versetzt.
Ihr Debüt bei RAW feierte Ouellet am 27. April 2009 an der Seite von Beth Phoenix, Rosa Mendes und Jillian Hall in einem Match gegen Mickie James, Santino Marella, Brie Bella und Kelly Kelly. Bei der Pay-per-View-Show Night of Champions am 26. Juli 2009 musste sie den Divas Championship-Titel an Mickie James abgeben. Anschließend musste Ouellet aufgrund einer Knieverletzung pausieren, bevor sie Ende November 2009 in den Ring zurückkehrte.
In der RAW-Ausgabe vom 22. Februar 2010 besiegte Ouellet im Finale eines Turniers Gail Kim in einem Match um den vakanten Divas Championship. Somit ist sie die erste Diva, die diesen Titel zweimal gewinnen durfte. Am 12. April 2010 verlor sie den Titel in einem Match an Eve Torres. Ouellet war in der 5. Staffel von WWE NXT als Co-Moderatorin zu sehen. Nachdem sie auf Grund einer Verletzung zwei Monate nicht im TV zu sehen war, wurde Ouellet am 28. Oktober 2011 ohne Angaben von Gründen von der WWE entlassen.
Am 4. April 2016 kehrte sie bei Monday Night RAW zurück und verhalf ihrem Ehemann The Miz zum Gewinn der Intercontinental Championship, indem sie in dessen Match gegen Zack Ryder eingriff und diesen ablenkte. Ryder hatte den Titel erst am Abend zuvor überraschend bei WrestleMania 32 gewonnen. Seitdem ist sie wieder regelmäßig an der Seite von The Miz in den Shows zu sehen.

## Erfolge

### Titel
- WWE

- 2× WWE Divas Championship

### Auszeichnungen
- Pro Wrestling Illustrated

- Nr. 9 der 50 besten Wrestlerinnen (2009)

## Sonstige Medien
Im April 2007 trat Ouellet zusammen mit ihren WWE-Kolleginnen Ashley Massaro, Brooke Adams, Kelly Kelly, Torrie Wilson und Layla El im Musikvideo zu Throw It on Me von Timbaland auf. Im Januar 2009 erschien sie zusammen mit Eve Torres und Michelle McCool in der Zeitschrift Muscle & Fitness. Sie war ebenso mit Candice Michelle, Mickie James, und Eve Torres in einer Episode der US-Fernsehserie Redemption Song zu sehen. 2017 war sie in dem Film The Marine 5: Battleground zu sehen.